# Джорджо Стрелер
Джорджо Стрелер (Giorgio Strehler 14 серпня 1921, Баркола, під Трієстом, — 25 січня 1997, Лугано) — італійський театральний режисер і актор, театральний діяч, засновник і керівник міланського «Пікколо-театру».

Його батько був австрійцем, мати — словенкою, що переселилася в свій час до Франції. У сім'ї говорили декількома мовами: італійською, французькою та німецькою.
У 1940 році Стрелер закінчив Академію любителів драматичного мистецтва в Мілані і роком пізніше здійснив свою першу постановку — в університетському театрі Новари. Був призваний в діючу армію, в 1943 році втік до Швейцарії і разом з іншими емігрантами в 1944 році організував в Женеві італійську трупу. З цією трупою Стрелер поставив «Вбивство в соборі» Томаса Еліота, «Наше містечко» Т. Уайлдера і вперше на сцені — «Калігулу» Альбера Камю.
У 1945 році Стрелер повернувся на батьківщину; в 1947-му разом з Паоло Грассі заснував в Мілані «Пікколо-театр».